# Albert George Wilson
Albert George Wilson (* 28. Juli 1918 in Houston, Texas; † 27. August 2012 in Sebastopol, Kalifornien) war ein US-amerikanischer Astronom.

## Leben
Wilson erhielt 1947 von Caltech seinen Doctor of Philosophy (deutsch etwa: „Doktor der Wissenschaften“) mit seiner Arbeit Axially Symmetric Thermal Stresses in a Semi-Infinite Solid.
Ab 1949 arbeitete er beim Palomar-Observatorium. 1953 wurde er stellvertretender Direktor des Lowell-Observatoriums. Später trat er eine Stelle bei der Rand Corporation an. 1962 arbeitete er bei der Fachzeitschrift Icarus.
Er entdeckte eine Reihe Asteroiden (darunter am 30. September 1951 den Asteroiden (10000) Myriostos) und war Mitentdecker des Kometen 107P/Wilson-Harrington, welcher auch als erdnaher Asteroid (4015) Wilson-Harrington registriert ist.
.